# ديفيد ساسولي
ديفيد ماريا ساسولي (بالإيطالية: David Maria Sassoli)‏ (مواليد 30 مايو 1956 في فلورنسا - 11 يناير 2022)، سياسي وصحفي إيطالي، ينتمي للحزب الديمقراطي. عضو في البرلمان الأوروبي منذ عام 2009، وانتخب رئيسًا له في 3 يوليو 2019، وظل في منصبه حتى وفاته في 11 يناير 2022.

## روابط خارجية
- ديفيد ساسولي على موقع مونزينجر (الألمانية)